# Margaret (film 2011)
Margaret è un film del 2011 scritto e diretto da Kenneth Lonergan.
Girato nel 2005, con l'intento di distribuirlo nel 2007, il film ha avuto numerosi problemi di post-produzione con relative cause legali, che hanno portato la Fox Searchlight Pictures a distribuirlo nelle sale cinematografiche statunitensi solamente alla fine del 2011, a sei anni di distanza dalla realizzazione della pellicola.
Il titolo del film prende il nome dal personaggio protagonista della poesia Primavera e autunno di Gerard Manley Hopkins.

## Trama
La studentessa diciassettenne Lisa Cohen ha assistito a un incidente stradale a Manhattan, dove una donna è stata investita da un autobus. La donna muore tra le braccia della ragazza. Già in preda ai turbamenti adolescenziali, Lisa si ritrova a vivere i sensi di colpa e le frustrazioni degli ultimi eventi, rimanendo coinvolta, in quanto testimone, nell'inchiesta nei confronti del conducente dell'autobus.
Lisa, che ha involontariamente causato l'incidente distraendo l'autista, si fa promotrice delle accuse contro di lui, cercando di avviare una causa legale con l'intento di farlo licenziare ma la società dei trasporti di cui è dipendente preferisce stilare un accordo finanziario per risarcire i parenti della vittima, rifiutandosi però di licenziare l'uomo.

## Produzione
Le riprese di Margaret sono iniziate nel 2005 con l'uscita nelle sale cinematografiche stabilita per il 2007 dalla Fox Searchlight Pictures, ma nel 2009 il film risultava ancora irrealizzato, a causa di vari problemi di post-produzione. Tra i vari problemi legati al film, vi era una disputa tra la Fox Searchlight Pictures e Lonergan sull'eccessiva lunghezza del film, con oltre tre ore di girato la casa distributrice ha cercato di convincere il regista a tagliare in modo drastico la pellicola in fase di montaggio, per rendere il film di una durata più commerciale.
Inoltre la travagliata fase di post-produzione ha dato il via a due cause legali. La Fox Searchlight ha citato in giudizio Gary Gilbert e la sua società di produzione, sostenendo che il produttore non è riuscito a pagare la sua parte dei costi di produzione. A sua volta, Gilbert ha citato Fox Searchlight e Lonergan, sostenendo che lo studio e il regista avrebbero ostacolato ogni tentativo di terminare il film.
Vari produttori e montatori, tra cui Scott Rudin, Sydney Pollack, Martin Scorsese e Thelma Schoonmaker, hanno tentato invano di aiutare Lonergan a completare il suo film. Con i tagli finanziari da parte di Gilbert e Fox Searchlight, Lonergan ha ottenuto in prestito più di 1 milione di dollari dall'attore e amico Matthew Broderick (che ha una piccola parte nel film) nel tentativo di completare il montaggio definitivo del film.
Alla fine, Martin Scorsese e Thelma Schoonmaker hanno finito il montaggio finale, senza il coinvolgimento di Lonergan che però ha approvato il lavoro.

## Riconoscimenti
- 2011 - Boston Society of Film Critics Award
  - Nomination Miglior film
  - Nomination Miglior attrice non protagonista a Jeannie Berlin
  - Nomination Miglior cast
  - Nomination Miglior sceneggiatura a Kenneth Lonergan
- 2011 - Chicago Film Critics Association Award
  - Nomination Miglior attrice protagonista a Anna Paquin
- 2012 - Central Ohio Film Critics Association Awards
  - Miglior film trascurato a Kenneth Lonergan
- 2012 - London Critics Circle Film Awards
  - Attrice dell'anno a Anna Paquin
  - Nomination Sceneggiatore dell'anno a Kenneth Lonergan
- 2012 - National Society of Film Critics Awards
  - Nomination Miglior attrice non protagonista a Jeannie Berlin

## Distribuzione
Il film è stato distribuito limitatamente negli Stati Uniti dal 30 settembre 2011. Nel Regno Unito il film è stato distribuito dal 2 dicembre dello stesso anno, proiettato in una sola sala, presso il Odeon Panton Street di Londra e guadagnando nel primo fine settimana 4.595 sterline, nonostante la pellicola sia stata programmata per un solo spettacolo giornaliero (alle 8 di sera) a causa della sua lunghezza di oltre 2 ore e mezza.